# Lost in Translation
Lost in Translation is een Amerikaans-Japanse film van Sofia Coppola uit 2003.

## Kenmerken
Lost in Translation kostte vier miljoen dollar en bracht wereldwijd een bedrag van bijna 120 miljoen dollar op. Ook won de film diverse prijzen. De film werd genomineerd voor vier Oscars, voor beste scenario, beste acteur (Bill Murray), beste regisseur en beste film. Sofia Coppola won uiteindelijk de Oscar voor beste scenario. Veel critici waren onder de indruk van het minimalisme van de film: een simpel lineair verhaal, een minimum aan dialoog en minimale verteltrucages. Ook de dromerige vormgeving, muziek en het mooie camerawerk waren een groot pluspunt. De opnamen voor de film duurden nog geen maand.
Ondanks de vele positieve woorden ontstond er rondom de film wel een controverse. Coppola brengt op nogal weinig subtiele wijze de Japanse consumptiemaatschappij in beeld. Bijna geen enkele Japanner in de film spreekt Engels en het lijkt alsof ze niets anders doen dan computerspelletjes spelen, stripteasebars bezoeken, karaoke zingen en ruzie maken. Dit schoot bij veel Japanners in het verkeerde keelgat. Ze vonden de film slecht voor het imago van hun land of zelfs ronduit racistisch.

## Verhaal
Bob Harris (Bill Murray) en Charlotte (Scarlett Johansson) zijn twee Amerikanen die in Tokio verblijven. Bob is een filmster op zijn retour, die in de stad is voor opnames van een whisky-commercial. Hij is getrouwd en heeft kinderen, maar moet ze enkele dagen in de steek laten voor deze commercial. De jonge Charlotte sukkelt achter haar man aan, een aan zijn werk verslaafde fotograaf (Giovanni Ribisi). Wanneer ze allebei niet kunnen slapen, komen Bob en Charlotte elkaar 's nachts tegen in de bar van het hotel. Uit deze toevallige ontmoeting groeit een verrassende vriendschap.
Lost in Translation is een film over de eenzaamheid van twee personages die dwalen door een immense, chaotische stad waarvan ze de taal niet spreken en de cultuur niet begrijpen. Enkel omdat ze elkaars taal wel spreken, raken ze bevriend, hoewel ze wat karakter betreft totaal van elkaar verschillen. Ze hebben elkaar nodig om structuur in hun leven te krijgen.
Charlotte en Bob duiken het nachtleven van Tokio in. Ze hebben enkele hilarische ontmoetingen en krijgen uiteindelijk een nieuw geloof in de mogelijkheden van hun beider levens.
Hoewel de film de spanning steeds opbouwt, komt het nooit tot een relatie tussen de twee.

## Rolverdeling
- Bill Murray: Bob Harris
- Scarlett Johansson: Charlotte
- Giovanni Ribisi: John
- Anna Faris: Kelly Strong
- Takashi Fujii: tv-gastheer (als "Matthew Minami")

## Prijzen
- Oscar voor het beste script
- Golden Globe voor het beste script, beste acteur (Bill Murray) en beste film
- Bafta Award voor de beste acteur (Bill Murray), beste actrice (Scarlett Johansson) en beste montage

## Trivia
- Sofia Coppola is de eerste vrouw die genomineerd werd voor een Oscar voor beste regie.
- De laatste woorden die Bob fluistert tegen Charlotte zijn vermoedelijk "I love you. Don't forget to always tell the truth." ("Ik hou van je. Vergeet niet altijd de waarheid te vertellen."), zo bleek uit analyse van de opname door het BBC-programma The Culture Show.
- Op het web is een andere analyse van de laatste woorden die Bob fluistert tegen Charlotte. Met behulp van het digitaliseren van de woorden is de website vid22.com tot de volgende zin gekomen "I have to be leaving... But I won't let that come between us. OK?" (voor de video zie de externe link van YouTube).
- Sofia Coppola zou Bill gevraagd hebben Scarlett in de laatste scène te kussen. Dit stond niet in het script, en Scarlett was hier niet van op de hoogte gebracht. Coppola, die wel vaker op deze manier te werk gaat, wilde zo een spontane reactie van de actrice vastleggen.